# Termas de Río Hondo
Termas de Río Hondo är en kommunhuvudort i Argentina.   Den ligger i provinsen Santiago del Estero, i den norra delen av landet, 1 000 km nordväst om huvudstaden Buenos Aires. Termas de Río Hondo ligger 260 meter över havet och antalet invånare är 27 838.
Terrängen runt Termas de Río Hondo är huvudsakligen platt. Termas de Río Hondo ligger nere i en dal. Termas de Río Hondo är det största samhället i trakten.
Trakten runt Termas de Río Hondo består till största delen av jordbruksmark. Runt Termas de Río Hondo är det ganska glesbefolkat, med 27 invånare per kvadratkilometer.